# Molen Van Hal
De Molen Van Hal is een korenmolen in Voorst (Oude IJsselstreek), in de Nederlandse provincie Gelderland. Deze beltmolen werd in 1866 gebouwd in opdracht van Bernhard Stapelbroek. Theodora Johanna, de dochter van deze molenaar, trouwde in 1899 met Johannes Hubertus van Hal.
In 1905 begon deze 'Jannes' van Hal op het erf van zijn boerderij bij de molen ook een bierlokaal. Hieruit is het nog bestaande restaurant Van Hal voortgekomen. Vanaf 1909 werd het maalbedrijf verplaatst naar een schuur waarin een benzinemotor was opgesteld.
Tijdens de Tweede Wereldoorlog werd de molen flink beschadigd en in 1957 werd hij onttakeld. Een deel van de wieken was al eerder afgebroken na blikseminslag. Ruim een decennium later werd getracht de molen te herstellen, maar men slaagde er op dat moment niet in.
De naam van de molen verwijst naar de familie Van Hal die eigenaar was, totdat hij in 1999 werd ondergebracht in de Stichting Korenmolen Voorst. De stichting begon in 2009 met herstel. Sinds november 2010 is de molen weer voorzien van een kap en weer maalvaardig.

## Afbeeldingen

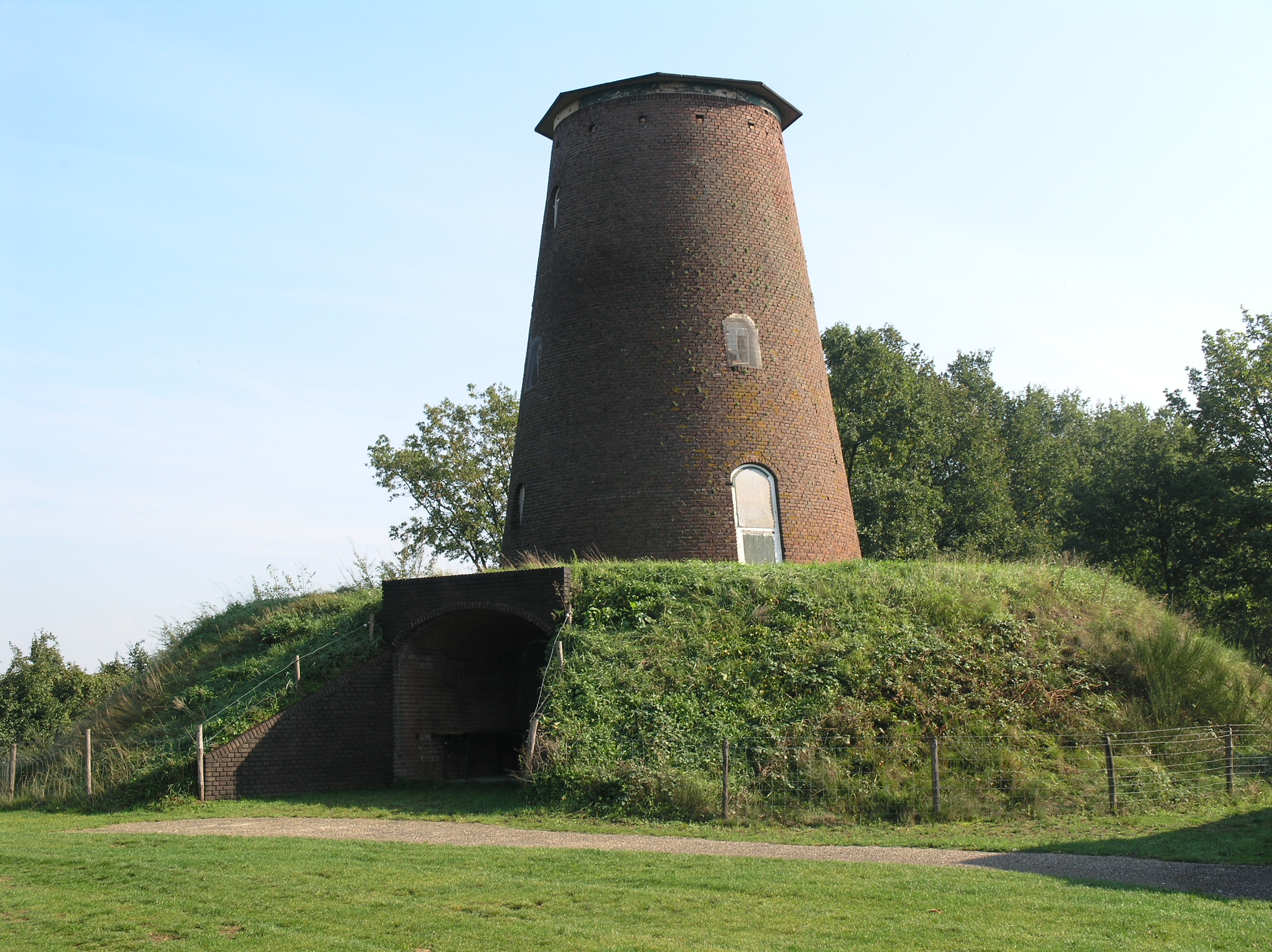
De molen in 2006
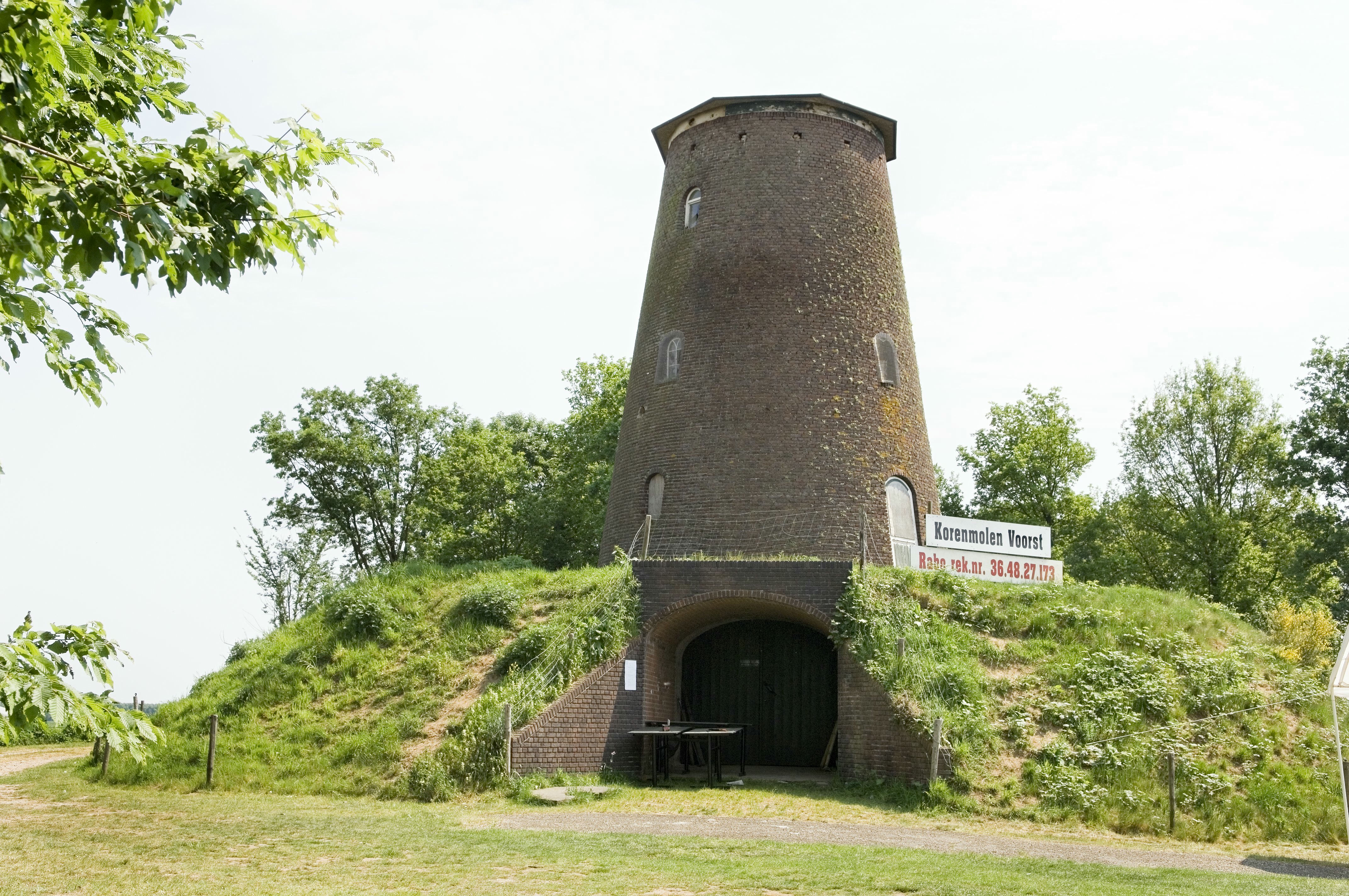
De molen in 2007